# Micranthes davurica
Micranthes davurica är en stenbräckeväxtart som först beskrevs av Carl Ludwig von Willdenow, och fick sitt nu gällande namn av John Kunkel Small. Micranthes davurica ingår i släktet rosettbräckor, och familjen stenbräckeväxter. Inga underarter finns listade i Catalogue of Life.